# بیتانی کادی

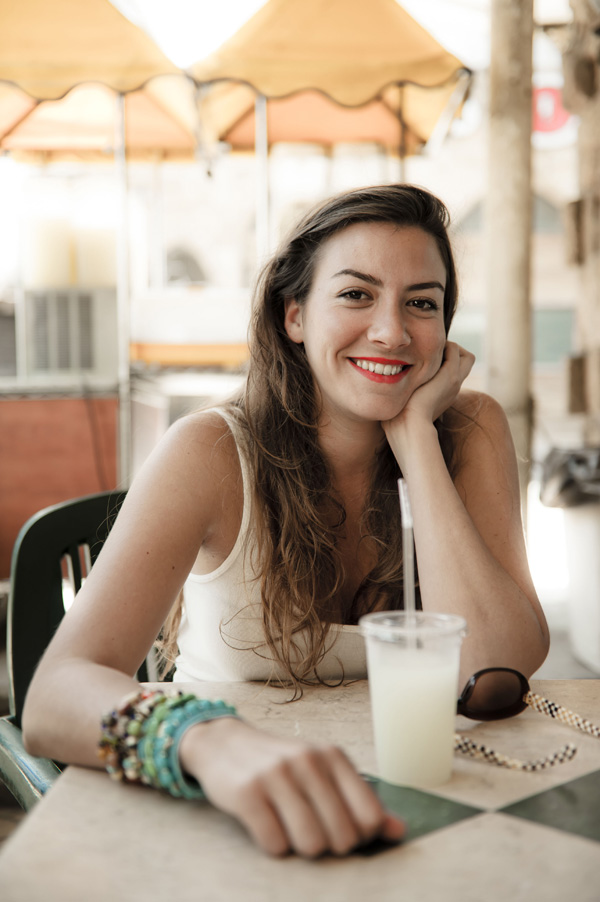

بیتانی کادی (۲۹ اوت ۱۹۸۱)، متخصص آشپزی لبنانی-آمریکایی، نویسنده کتاب‌های آشپزی است. وی متخصص در غذاهای مدیترانه ای، خاورمیانه و شمال آفریقا و به ویژه غذاهای لبنانی است.
در اول اکتبر بیتانی، کتاب انار و آجیل کاج خود را منتشر کرد. بیتانی در نوامبر ۲۰۱۴ به مصر مهاجرت کرد، و به مدت دو ماه برای فیلمبرداری برنامه «طعم عربی» در آنجا ماند. پخش این برنامه از کانال مصری «النهار» در ۲۵ دسامبر ۲۰۱۴ آغاز شد. او همچنین در برنامه ای به نام بازار غذا ظاهر شد.